# Idioterne
Idioterne er en dansk dogmefilm fra 1998, skrevet og instrueret af Lars von Trier og produceret af Peter Aalbæk Jensen og Vibeke Windeløv, Zentropa. Idioterne er den anden film i dogme95-projektet, og kaldes derfor også Dogme #2. Filmen er desuden anden film i Lars von Triers "Guldhjerte-trilogi" (første film var Breaking the Waves fra 1996 og tredje film var Dancer in the Dark fra 2000).
Filmen handler om en gruppe voksne mennesker, som udlever deres "indre idiot" ved offentligt at opføre sig som retarderede. Blandt filmens højdepunkter er en dramatisk scene, hvor filmens "skurk", spillet af Anders Hove, henter sin datter tilbage til et konventionelt, borgerligt liv. Lars von Trier afslører på sit dvd-kommentarlydspor, at rollen er en parodi på Henning Camre.

## Handling
Karen (Bodil Jørgensen) oplever under et besøg på Bakken på en restaurant en gruppe bestående af to mentalt handicappede mænd, Stoffer (Jens Albinus) og Henrik (Troels Lyby), sammen med pædagogen Susanne (Anne Louise Hassing). Især Stoffer er meget udadvendt og prøver at komme i kontakt med andre gæster, der prøver at ignorere ham. Karen tager imidlertid henvendelsen ganske afslappet, og Stoffer knytter sig til hende. Da tjeneren beder selskabet om at forlade restauranten, holder Stoffer fast i Karen, der ender med at komme med i den taxa, de tager. I taxaen afslører Stoffer, Henrik og Susanne, at det bare var et spil, de spillede, og at de jo slap for at betale regningen. 
Den lidt forvirrede Karen følger nu med dem til den villa i Nordsjælland, hvor de bor sammen med syv andre personer. Denne gruppe mennesker har fundet sammen om et projekt, der går ud på at finde deres indre idiot. Gruppen optræder offentligt som mentalt handicappede ("spassere" eller "idioter", som de selv siger) og hjælpere. Karen er fascineret og bliver boende i villaen, og efterhånden bliver hun en integreret del af gruppen.
Alt er dog ikke fryd og gammen i gruppen, hvor forskellige medlemmer har problematiske indbyrdes forhold. To af gruppens yngste, Jeppe (Nikolaj Lie Kaas) og Josephine (Louise Mieritz), har egentlig et godt forhold, men deres forhold afbrydes, da Josephines far (Anders Hove) ret hårdhændet fjerner hende fra villaen. Den uofficielle leder, Stoffer, er på kant med de fleste og opstiller den endegyldige udfordring: At de skal optræde som idioter over for deres nærmeste familie og venner. Denne udfordring viser sig dog at være så stor, at den kommer til at splitte gruppen, blandt andet da Karen (Bodil Jørgensen) sammen med Susanne tager hjem til sin familie, hvor det går op for Susanne, at Karen lige inden hendes møde med gruppen har været gennem en traumatisk oplevelse, hvor hun og hendes mand Anders (Hans Henrik Clemmensen) mistede et barn, og Karen uden et ord forsvandt fra begravelsen. Ved eftermiddagskaffen træder Karen ind i idiot-rollen, hvorved Anders efterfølgende giver Karen en syngende lussing, inden hun og Susanne forlader familien igen.

## Medvirkende
| Skuespiller              | Rolle                      |
| ------------------------ | -------------------------- |
| Bodil Jørgensen          | Karen                      |
| Jens Albinus             | Stoffer                    |
| Anne Louise Hassing      | Susanne                    |
| Troels Lyby              | Henrik                     |
| Nikolaj Lie Kaas         | Jeppe                      |
| Louise Mieritz           | Josephine                  |
| Henrik Prip              | Ped                        |
| Luis Mesonero            | Miguel                     |
| Knud Romer Jørgensen     | Axel                       |
| Trine Michelsen          | Nana                       |
| Anne-Grethe Bjarup Riis  | Katrine                    |
| Paprika Steen            | Overklassekvinde           |
| Erik Wedersøe            | Svend, Stoffers onkel      |
| Michael Moritzen         | Mand fra kommunen          |
| Anders Hove              | Josephines far             |
| Jan Elle                 | Tjener                     |
| Claus Strandberg         | Guide på fabrikken         |
| Jens Jørn Spottag        | Chefen i reklamebureauet   |
| John Martinus            | Mand med jakke             |
| Lars Bjarke              | Rocker                     |
| Ewald Larsen             | Rocker                     |
| Christian Friis          | Rocker                     |
| Louise B. Clausen        | Linda                      |
| Hans Henrik Clemensen    | Anders, Karens mand        |
| Lone Lindorff            | Karens mor                 |
| Erno Müller              | Karens bedstefar           |
| Regitze Estrup           | Louise, Karens søster      |
| Lotte Munk Fure          | Britta, Karens søster      |
| Marina Bouras            | Axels kone                 |
| Julie Wieth              | Kvinde med to børn         |
| Kirsten Vaupel           | Kunstklassekvinde          |
| Lillian Tillegreen       | Kunstklassekvinde          |
| Birgit Conradi           | Kunstklassekvinde          |
| Peter Frøge              | Mand i svømmebassinet      |
| Albert Wickmann          | Overklassemand             |
| Ditlev Weddelsborg       | Severin i reklamebureauet  |
| Jesper Sønderaas         | Svendsen i reklamebureauet |
| Svend Erik Plannthin     | Udviklingshæmmet           |
| Torben Meyrowitsch       | Udviklingshæmmet           |
| Lis Bente Petersen       | Udviklingshæmmet           |
| Palle Lorentz Emiliussen | Udviklingshæmmet           |
| Axel Schmidt             | Udviklingshæmmet           |
| Iris Albøge              | Sygeplejerske              |
| Lars von Trier           | Interviewer (stemme)       |

## Baggrund og indspilning
Filmen er sammen med Thomas Vinterbergs Festen de første, der blev lavet under de selvpåførte Dogme95-regler. Von Trier havde inden da blandt andet lavet tv-serien Riget, hvis tilblivelse skete under stort pres med kun relativt få optagedage til rådighed. Han løste dette ved at skære ned på mange af de elementer væk, der normalt tager tid. Det gjaldt fx lyssætning, hvor han kun brugte begrænset opsætning af kunstigt lys, og han brugte ligeledes i stor udstrækning håndholdt kameraføring. Disse og andre brud på reglerne ved traditionel filmindspilning indgik i reglerne i Dogme95.
Indspilningen af Idioterne har von Trier selv beskrevet som "befriende", fordi der var kort tid fra forberedelse til optagelse, og ud over skuespillerne i scenerne var der kun ganske få personer til stede: von Trier, fotografen (i flere tilfælde von Trier selv) og en lydmand.

## Modtagelse
Idioterne var i lighed med Festen udtaget til hovedkonkurrencen ved filmfestivalen i Cannes, hvor den også vakte opsigt, men fik i modsætning til Festen ikke nogen priser. Ved den danske premiere blev den med en enkelt undtagelse modtaget meget positivt i blandt andet Information, der roste den for at være meget alvorlig og samtidig meget morsom, i Politiken, hvor det blandt andet hed, at den "efterlader tilskueren i et smukt virvar af modstridende følelser", og endelig i Berlingske Tidende, hvor det hed "Idioterne er et modigt, provokerende eksperiment". Ved de danske filmprisuddelinger var Idioterne igen i konkurrence med Festen, der løb med broderparten af priserne, men det blev til flere skuespillerpriser:
- Bodilprisen (1999)
  - vandt for bedste kvindelige hovedrolle (Bodil Jørgensen)
  - vandt for bedste kvindelige birolle (Ann Louise Hassing)
  - vandt for bedste mandlige birolle (Nikolaj Lie Kaas)
  - nomineret til bedste film
- Robertprisen (1999)
  - vandt for bedste kvindelige hovedrolle (Bodil Jørgensen)
- London Film Festival (1998) - kritikerprisen

Idioterne blev forbudt i Irland på grund af en gruppesexscene, der indeholder et enkelt billede af eksplicit (dvs. synlig) penetration. I de fleste lande er den blot forbudt for børn.